# Столожань
Столожань, Столожані (рум. Stolojani) — село у повіті Горж в Румунії. Входить до складу комуни Белешть.
Село розташоване на відстані 242 км на захід від Бухареста, 10 км на захід від Тиргу-Жіу, 95 км на північний захід від Крайови.

## Населення
За даними перепису населення 2002 року у селі проживали 443 особи, усі — румуни. Усі жителі села рідною мовою назвали румунську.